# GPS (assistant de navigation)
Pour les articles homonymes, voir GPS.

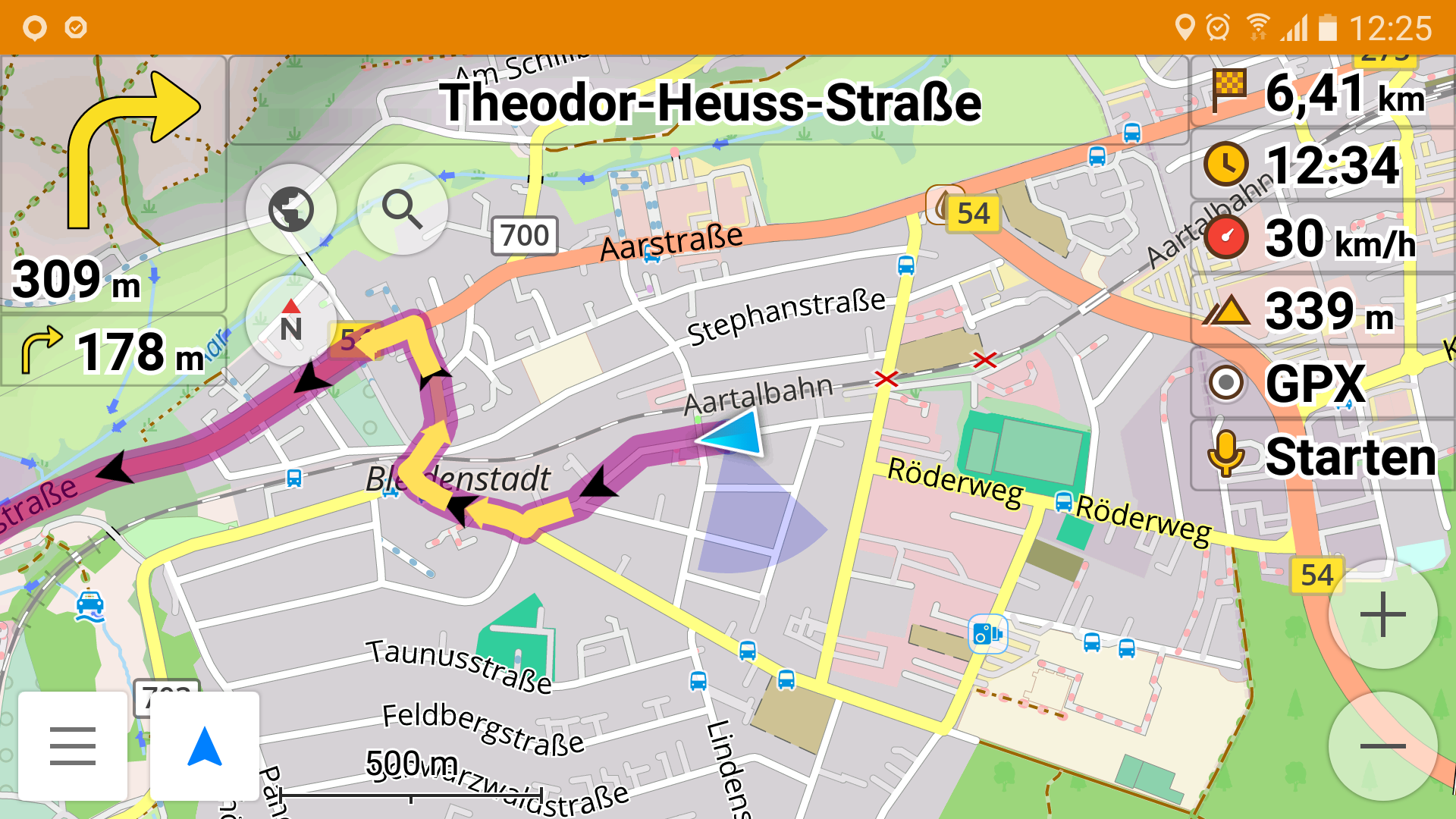
Carte de navigation affichée par un service de navigation sur l'écran d'un Smartphone utilisant OsmAnd, une application de routage Open-source couplée à une cartographie OpenStreetMap

Un GPS (Global Positioning System, en anglais) est un assistant de navigation ou assistant de navigation GPS, le plus souvent appelé GPS (par métonymie). C'est un appareil électronique portable ou embarqué dans un véhicule ; mais il peut aussi prendre la forme d'applications mobiles de navigation, disponibles sur smartphone. Il est capable de proposer des fonctions de navigation et de géolocalisation fournies par un système de positionnement par satellites (GNSS) dont le GPS américain, le Galileo européen ou le Glonass russe.

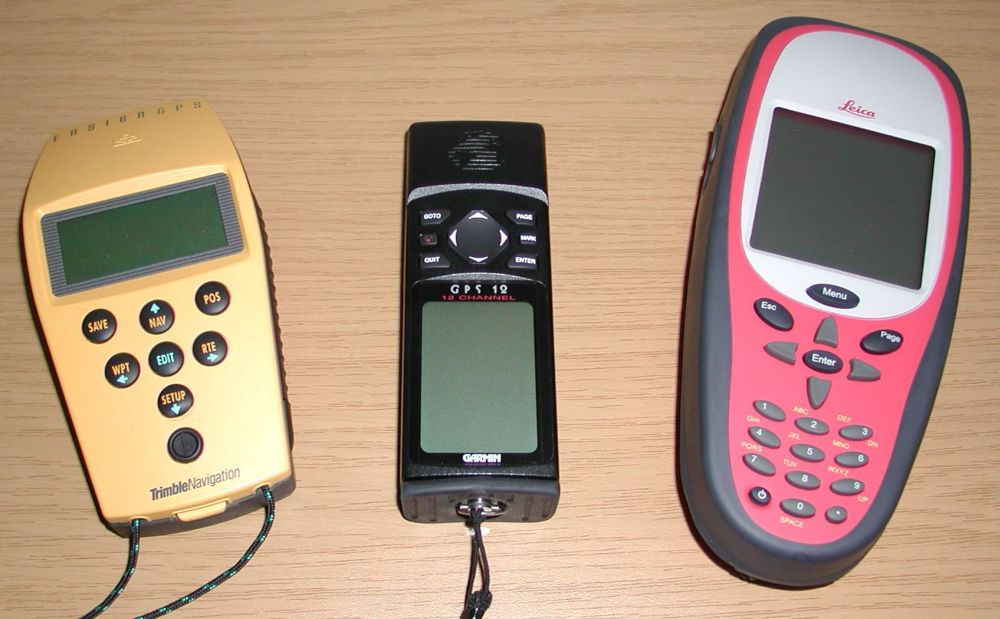
Trois récepteurs GPS en 2003

## Historique
À la suite du développement du système de positionnement par satellites GPS par le département de la Défense des États-Unis et de son ouverture aux usages civils en 1983, des assistants de navigation civils basés sur le signal GPS sont développés.
En 1989, Magellan (en) commercialise le premier récepteur GPS portatif : le Magellan NAV 1000. Dans les années 1990, Garmin développe des récepteurs spécialisés dans divers domaines : navigation maritime (le GPS 100 sort en 1991), automobile, aviation, randonnée. Ces modèles sont capables d'afficher leur position sur une carte, et proposent des fonctions basiques de navigation maritime en rapport avec la route suivie et à suivre pour rejoindre une position donnée. Les premiers systèmes intégrés dans les tableaux de bord de voitures datent aussi des années 1990 (Mazda dès 1990 sur l’Eunos Cosmo, BMW en 1994 sur la série 7 E38, General Motors en 1995 sur l'Oldsmobile 88). Au début des années 2000, des logiciels de navigation par satellite sur PDA sont aussi disponibles.
Les assistants de navigation grand public pour l'automobile apparaissent en 2004 avec le lancement du TomTom GO, des appareils similaires suivent chez les autres fabricants et sont rapidement des succès commerciaux : 300 000 sont vendus en Amérique du Nord en 2004, un million en 2005 et trois millions en 2006. En 2007, Nokia lance pour la première fois la navigation GPS grand public sur le téléphone portable Nokia 6110 Navigator pour les itinéraires à pied et en automobile. En 2008, le nombre de GPS dans le monde est estimé à 90 millions pour 35 millions de systèmes intégrés aux voitures et 28 millions de smartphones avec navigation GPS. Des modèles diversifiés sont conçus pour répondre aux besoins des différents modes de transports : motos, vélos, poids lourd, caravanes, piéton en milieu urbain, randonnée, navigation maritime ou aérienne. D'autres modèles combinent la localisation avec le suivi d'effort sportif par exemple en course à pied.
Dans les années 2010, avec le développement des applications de navigation GPS sur smartphone et la généralisation des assistants de navigation intégrés au tableau de bord dans les automobiles, les ventes d'assistants de navigation comme appareils spécifiques ont beaucoup diminué. En 2010, Apple lance la navigation GPS grand public sur sa tablette tactile iPad.

## Fonctionnalité
(septembre 2021).

### Navigation en véhicule motorisés
Les systèmes conçus pour les automobiles sont capables de calculer des itinéraires en tenant compte du réseau routier, et parfois en temps réel: leur popularité a conduit à la propagation à grande échelle des assistants de navigation.
Sur certains appareils, l'utilisateur peut définir le lieu d'arrivée par son adresse postale (et plus seulement par ses coordonnées géographiques), et parfois avec le nom du lieu. Les instructions sont souvent données pas à pas, avec des pictogrammes directionnels commentés par un système de synthèse vocale.
Le navigateur énonce alors des suggestions de trajet que le conducteur peut suivre lorsqu'elles sont pertinentes. Parfois, ces systèmes de navigation utilisent des données incorrectes (Carte non adaptée au véhicule ou non mise à jour, effet canyon, etc.) générant des informations erronées, et le conducteur qui les suit aveuglement peut engendrer un accident pouvant être mortel, notamment pour les véhicules lourds : autocars et autres poids-lourds. Ainsi, les systèmes affichent des alertes prévenant l'utilisateur de ces erreurs possibles.
Certains navigateurs sont spécialisés pour les poids-lourds et prennent en compte le gabarit des véhicules mais aussi sa masse et ses dimensions, afin de ne proposer que des itinéraires empruntant des routes adaptées. A contrario, d'autres applications grand-public, comme Waze ou Coyote, sont incapables de donner un itinéraire incluant toutes les contraintes que ce type de véhicule doit suivre (entre autres de masse et de hauteur) à des conducteurs de poids-lourds.

#### Fonctionnalités
Certaines versions sont très complètes, et peuvent proposer :
- des cartes en trois dimensions ;
- une saisie de l'adresse d'arrivée par reconnaissance vocale, et parfois uniquement avec le nom du lieu ;
- un calcul de l'itinéraire tenant compte de contraintes en temps réel (embouteillages, travaux de voirie, conditions météorologiques, etc.), les données étant fournies directement par une connexion intégrée au véhicule (Renault R-Link par exemple), ou bien, lorsqu'il s'agit d'une application mobile, par les données cellulaires du smartphone ;
- un système peut afficher la vitesse maximale autorisée en cours, et éventuellement émettre un avertissement si le conducteur ne la respecte pas ; il peut aussi signaler la présence éventuelle d'un radar fixe.
- un service de GPS avec des fonctionnalités de communication. Grâce à une carte SIM et aux réseaux mobiles, l'utilisateur bénéficie d'informations mises à jour en temps réel et très régulièrement, sans intervention quelconque de la part de l'utilisateur. Cette caractéristique permet également d'alerter sur la présence de radars (fixes et mobiles), de contrôles policiers, d'informer de l'état du trafic, de la météo, ou encore de covoiturer, etc. Les leaders en la matière proposent des appareils connectés : TomTom LIVE (intégré à Renault R-Link), Garmin 1690, Medion, Navigon LIVE, Goodkap! avec Coyote, Avertinoo et Camsam avec Munic. A noter que la plupart des applications mobiles de navigation (Plans, Google Maps, Waze...) proposent des systèmes propriétaires de ce type. Il y a donc une limite à cela : un système/une application peu utilisée sera dans l'incapacité de fonctionner correctement, et de fournir des informations en temps réel.

#### Types de GPS
Il existe plusieurs dizaines de modèles de GPS automobile. Toutefois, ceux-ci peuvent être regroupés en deux types distincts : GPS indépendant et GPS intégré :

##### Le GPS indépendant

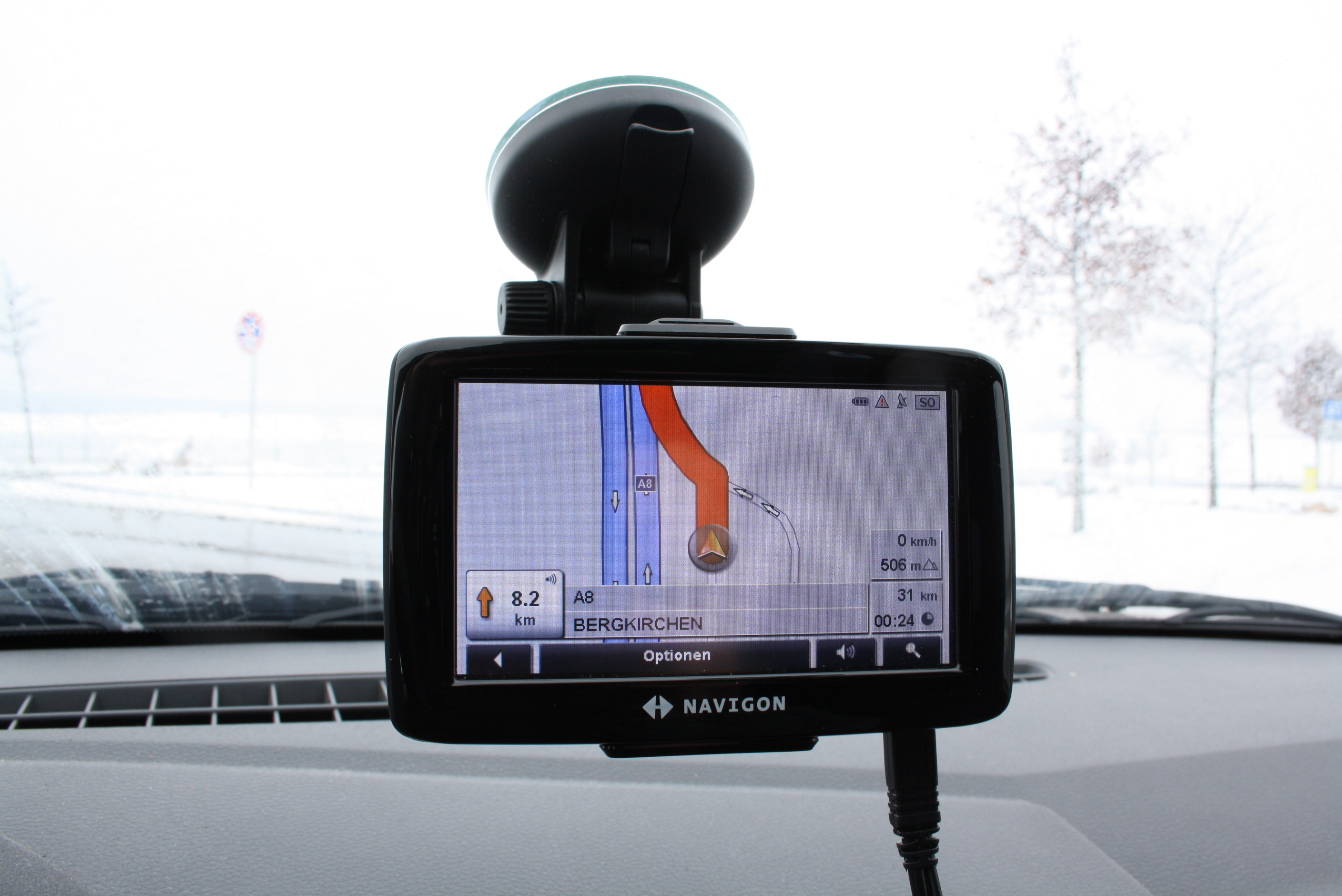
Système amovible de navigation ventousé sur le pare-brise.

Appareil à part entière qui ne se dédie pas exclusivement à la navigation routière. Mais peut être fixé sur le pare-brise du véhicule, posé sur le tableau de bord…

##### La navigation GPS intégrée
Système de navigation intégré au véhicule ou associé à un autre équipement auto tel que l'autoradio ou un smartphone. Parfois il s’agit d’un outil de navigation intégré à un autoradio de voiture, on parle alors d’autoradio GPS qui, comme son nom l’indique, combine la fonction de navigation avec un poste radio de voiture. À l’utilisation, la fonction de navigation GPS est prioritaire quand le conducteur programme un itinéraire ou cherche un trajet spécifique.

### Utilisation par les personnes déficientes visuelles
Pour une personne déficiente visuelle, le GPS apporte une aide complémentaire dans les déplacements. L’'écoute des instructions données par le navigateur GPS peut se faire par haut-parleur, par écouteurs, par casque à transmission osseuse. Avant utilisation d’un GPS, la personne déficiente visuelle doit maîtriser les techniques de déplacement (canne blanche ou chien guide).

### Véhicules autonomes
L'explosion des technologies de conduite autonome des véhicules moyens et lourds a donné une nouvelle dynamique aux technologies de GPS, ces véhicules s'appuyant en majeure partie sur des capteurs dont ils sont déjà dotés, mais également sur les données des systèmes de navigation. Ainsi, ceux-ci se sont vus largement améliorés avec des capacités de guidage, une géolocalisation et des cartes toujours plus précises.

## Précautions d'emploi
Lors de la conduite, les indications du GPS sont à utiliser avec prudence, comme l’indiquent d’ailleurs de nombreux appareils lors du démarrage, ce qui prévaut, c’est le respect du code de la route et de la signalisation. Suivre aveuglément les consignes du GPS peut provoquer des accidents, parfois mortels.
Des études ont cherché à quantifier les risques liés à l’utilisation des GPS. En 2008, une société d'assurance britannique a estimé que l'usage des GPS est lié à des accidents ou incidents pour 2 % des conducteurs britanniques, soit 290 000 automobilistes en Grande-Bretagne. Elle cite aussi un sondage indiquant que :
- 11 % des conducteurs britanniques reconnaissent que leur vigilance sur la circulation et sur l'environnement est amoindrie quand ils suivent des yeux leur GPS ;
- 26 % considèrent que leur système de navigation leur a proposé d’emprunter une voie interdite aux véhicules[14].

Au Japon, la distraction cause des accidents, cette distraction peut être causée par le fait de parler à un téléphone intelligent, de regarder un téléphone intelligent, ou de regarder un système tel qu'un système de navigation.
Pour des raisons techniques, il est temporairement impossible d'afficher le graphique qui aurait dû être présenté ici.

### Confiance exagérée dans ses performances
Grâce à ses performances, le GPS modifie chez l'utilisateur sa perception de ses responsabilités concernant le positionnement et de navigation. Dans nombre d'applications professionnelles ou de loisirs, l'utilisateur tend à se décharger totalement sur le GPS pour se localiser ou déterminer le choix d'un itinéraire adéquat. Souvent il accorde une confiance démesurée aux informations fournies par le système applicatif et cela n'est pas sans risque en cas d'indisponibilité, défaillance ou mauvaise interprétation des informations fournies par le système. Paradoxalement, c’est l’excès de confiance qui constitue le principal défaut du GPS[réf. souhaitée].
À titre d'exemple, on[Qui ?] citera le cas de ce car polonais accidenté le 22 juillet 2007, sur la rampe de Laffrey et ayant fait 26 victimes. Le jeune conducteur aurait suivi les indications de son appareil de navigation, bravant onze panneaux d'interdiction de circulation aux autocars.
Le Bureau d'enquêtes et d'analyses pour la sécurité de l'aviation civile a réalisé une étude sur les accidents et incidents pour lesquels l'usage du GPS est identifié comme facteur déclenchant ou contributif de l'événement. Il s'avère que dans nombre de cas, c'est une trop grande confiance en cet outil qui a participé à l'accident ou incident. En conséquence, il est fortement suggéré que les usagers des GPS et en particulier les professionnels soient clairement informés des limites de cet outil qui doit rester une aide et non un moyen de navigation primaire.
L'usage du GPS reste aux risques et périls de l'utilisateur et il n'offre, a priori, aucune garantie, ni aucune responsabilité en cas d'accident. En dépit de sa fiabilité et de sa précision, ce système ne peut être fiable à 100 %. Sa précision ou la continuité du positionnement peuvent être mises en défaut ou perturbées par :
- la mauvaise réception liée aux facteurs suivants : parasites, orage, forte humidité, relief environnant, orage magnétique (dû à l'activité solaire)... ;
- le brouillage radioélectrique volontaire ou non ;
- les manœuvres au cours desquelles la réception est temporairement perturbée (par masquage par exemple) ;
- l'alignement momentané de satellites empêchant le calcul précis (incertitude géométrique temporaire) ;
- les incidents dans un satellite ;
- les pertes, pannes ou défauts d’alimentation du récepteur.

## Cartes
Un assistant de navigation nécessite des cartes numériques pour fonctionner. La plupart du temps, ce sont des cartes routières, mais des cartes topographiques ou encore des cartes marines peuvent également être utilisées.
Les deux principaux fournisseurs de cartes routières numériques payantes sont HERE (ex Navteq) et TomTom (ex Tele Atlas).
Le projet OpenStreetMap fournit quant à lui des cartes topographiques (entre autres routières) numériques gratuites. Les développeurs d'applications mobiles de GPS utilisent en majorité ces cartes.

## Convergence
Par convergence, d'autres appareils peuvent proposer des fonctions de positionnement et de navigation par satellites : certains Smartphones et PDA.
Certains projets se sont bâtis autour de cette finalité : c'est ainsi le cas d'OpenTom Project pour le TomTom GO.[réf. nécessaire]
Les derniers assistants de navigation proposent des fonctions multimédias en série.[réf. nécessaire]
Les assistants de navigation sont généralement prévus pour un mode de transport en particulier : randonnée, piéton en milieu urbain, automobile, bicyclette, motocyclette, camping-car ou camion, navigation maritime.
Certains, à l'instar d'Evadeo de l'Institut national de l'information géographique et forestière, sont intermodaux, c'est-à-dire qu'ils proposent plusieurs modes de fonctionnement, chacun étant adapté à un moyen de transport. Mais les applications mobiles sont désormais adaptées à de nombreux modes de transports, et demandent de sélectionner celui employé au moment de calculer l'itinéraire.